# Devipura, Malavalli
Devipura là một làng thuộc tehsil Malavalli, huyện Mandya, bang Karnataka, Ấn Độ.